# Puliciphora nigroflava
Puliciphora nigroflava är en tvåvingeart som först beskrevs av Borgmeier 1958.  Puliciphora nigroflava ingår i släktet Puliciphora och familjen puckelflugor. Inga underarter finns listade i Catalogue of Life.